# Прейс, Якоб
Якоб Прейс (нем. Jacob Preiß, латыш. Jēkabs Preiss) — курляндский лютеранский пастор, теолог, второй настоятель немецкой кирхи в Лиепае.

## Биография
Якоб Прейс родился в городке Цинтен в Восточной Пруссии (сегодня — посёлок Корнево Калининградской области) в семье торговца книгами. В 1744 году переехал в Кёнигсберг, где с 1747 года изучал теологию в университете. В 1750 году переехал в Курляндию, работал домашним учителем у детей пастора Пауля Реймера в Руцаве. Позднее он женился на старшей дочери Реймера Софии Элизабет.
В 1760 году стал пастором прихода Нойхаузен (сегодня — деревня Валтайки в Кулдигском крае Латвии), в 1763 — советником Пильтенской консистории. После ухода на пенсию первого пастора немецкой лютеранской общины Либавы (сегодня — Лиепая) Карла Людвига Тетча Прейс был приглашен на его место, которое и занимал до своей смерти в 1791 году.

## Семья
Старший сын Прейса Адольф Фридрих Якоб Прейс (1762—1832) стал третьим немецким пасторы Либавы после смерти отца. Один из внуков, Адольф Фёдорович, переехал в Петербург, где работал экспедитором таможни, собрал обширную библиотеку по истории Балтии и коллекцию старых монет, стал одним из основателей Археологическо-нумизматического общества.